# José Henrique Álamo Oliveira
José Henrique Álamo Oliveira (Raminho, 2 de maio de 1945 — Angra do Heroísmo, 6 de julho de 2025), foi um poeta e escritor açoriano. A sua obra mais conhecida é Triste vida leva a garça. Foi galardoado em 1999 com o Prémio Almeida Garrett.

## Biografia
Álamo Oliveira nasceu na freguesia do Raminho, na ilha Terceira, arquipélago dos Açores, tendo iniciado os seus estudos no Seminário Episcopal de Angra, mas deixou o seminário sem concluir. Trabalhou sempre ligado à cultura em diversos departamentos do estado, tendo-se reformado no ano de 2001.
O romance Já não gosto de chocolates foi traduzido e publicado nos Estados Unidos e Japão. "Até hoje, memórias de cão" foi galardoado com o prémio Maré Viva, da Câmara Municipal do Seixal, em 1985; já "Solidão da Casa do Regalo" foi galardoado com o prémio Almeida Garrett, em 1999.
Decorria o ano de 2002, quando a Portuguese Studies Program, da Universidade da Califórnia em Berkeley, convidou-o para leccionar na qualidade de escritor do semestre a sua própria obra aos estudantes de Língua Portuguesa - sendo o primeiro português a receber tal distinção.
Já editou trinta e três livros, quer de poesia, romance, contos, teatro e de ensaios, sendo de destacar os "Pátio
da Alfândega, meia-noite", "Já não gosto de chocolates" e "Até hoje - memórias de cão", que serviram como base a trabalhos académicos em faculdades dos Estados Unidos e também do Brasil.
A sua poesia já foi traduzida para inglês, francês, espanhol e croata.
É um dos membros fundadores do grupo de teatro Alpendre, com sede em Angra do Heroísmo e o mais antigo agrupamento de teatro dos Açores, atualmente com 34 anos de vida. Seis anos após o seu nascimento o Governo regional dos Açores, conferiu o Estatuto de Instituição de Utilidade Pública.
A 4 de junho de 2010 e após uma pausa de nove anos, o escritor edita o seu último livro, intitulado "Andanças de Pedra e Cal".
A 10 de junho de 2010, nas comemorações do Dia de Portugal e das Comunidades, Álamo Oliveira recebeu o grau de Comendador da Ordem do Mérito.
A 23 de agosto de 2012, o autor lança uma biografia do cantor popular Manuel Caetano Dias, mais conhecido por Caneta.
Álamo de Oliveira faleceu a 6 de julho de 2025, aos 80 anos.

## Trabalhos publicados[9][5]
Poesia
- Pão Verde, ed. do autor, prefaciado por Natália Correia, Angra do Heroísmo, 1971;
- Poemas de(s)amor, ed. do autor, Angra do Heroísmo, 1973;
- Fábulas, ed. do autor, Angra do Heroísmo, 1974;
- Os quinze misteriosos mistérios, ed. do autor, Angra do Heroísmo, 1976;
- Almeida Firmino - poeta dos Açores, ed. da SREC, Angra do Heroísmo, 1979;
- Eu fui ao Pico piquei-me, ed. do autor, Angra do Heroísmo, 1980;
- Itinerário das gaivotas, ed. da SREC, Angra do Heroísmo, 1982;
- Sabeis quem É este João?, 1984 – sep. Revista «Atlântida»;
- Nem mais amor que fogo (de parceria com Emanuel Jorge Botelho), ed. dos autores, Angra do Heroísmo, 1983;
- Missa Terra Lavrada, 1984 – ed. DRAC;
- Os Sonhos do Infante, 2ª edição, 1995 – ed. Jornal de Cultura;
- Textos Inocentes, edição do autor, Angra do Heroísmo, composto e impresso na União G. Angrense em julho 1986, edição de 600 exemplares

Teatro
- Um Quixote – 2ª edição, 1974;
- Morte ou Vida do Poeta, 1974;
- Manuel, seis vezes pensei em ti, ed. do autor, Angra do Heroísmo, 1977;
- Uma hortênsia para Brianda (separata da revista "Atlântida"), Angra do Heroísmo, 1982;
- Sabeis quem é este João?, 1984;
- Missa terra lavrada, 1984;
- Manuel, seis vezes pensei em ti – 2ª edição, 1994;
- Os sonhos do infante – 2ª edição, 1995;
- Morte que mataste lira (com Carlos Alberto Moniz), 1999;
- Judite--nome de guerra, Almada Negreiro (adaptação), 2002;
- A solidão da casa do regalo, 2004;
- Bocas de mulheres, 2005;
- Enquanto a roupa seca, 2009;
- Já não gosto de chocolates (adaptação), 2016;

Ficção
- Burra preta-com uma lágrima, ed. do autor, Angra do Heroísmo 1982;
- Triste vida leva a garça, Edições Ulmeiro, Lisboa, 1984
- Até Hoje (Memórias de Cão), Edições Ulmeiro, Lisboa, 1986
- Pátio d’Alfândega Meia-Noite (1992)
- Já Não Gosto de Chocolates, Edições Salamandra, Lisboa, 1999
- Murmúrios com vinho de missa, Letras Lavadas, Angra do Heroísmo, 2013)
- Marta de Jesus (a verdadeira) (2014)

Ensaio
- Abordagem" (teatral) a "Quando o mar galgou a terra" de Armando Cortes Rodrigues (separata da revista "Atlântida"), Angra do Heroísmo, 1982;

Contos
- Contos com Desconto, 1991 – ed. Instituto Açoriano de Cultura
- Com Perfume e com Veneno, 1997 – ed. Salamandra;

Está representado ainda em
- "14 poetas de aqui e de agora", Angra do Heroísmo, 1972;
- "Antologia de poesia açoriana (do século XVIII a 1975)", Lisboa, 1977;
- "Antologia panorâmica do conto açoriano (séculos XIX e XX - Organização, prefácio e notas de João de Melo)" ed. Vega, Lisboa, 1978;
- "The sea within", EUA, 1983. (in) Sempre disse tais coisas esperançado na vulcanologia - 12 poetas dos Açores (organização e notas de Emanuel Jorge Botelho)